# Рівне (Тячівський район)
Рі́вне — село в Буштинській селищній громаді Тячівського району Закарпатської області України.

## Населення

### Мова
Розподіл населення за рідною мовою за даними перепису 2001 року:
| Мова       | Кількість | Відсоток |
| ---------- | --------- | -------- |
| українська | 366       | 99.46%   |
| російська  | 2         | 0.54%    |
| Усього     | 368       | 100%     |

| Україна | Це незавершена стаття з географії України. Ви можете допомогти проєкту, виправивши або дописавши її. |

1. ↑  Рідні мови в об'єднаних територіальних громадах України — Український центр суспільних даних